# Niederndodeleben
Niederndodeleben – dzielnica gminy Hohe Börde w Niemczech, w kraju związkowym Saksonia-Anhalt, w powiecie Börde.
Do 31 grudnia 2009 była to oddzielna gmina wchodząca w skład wspólnoty administracyjnej Hohe Börde. Do 30 czerwca 2007 należała do powiatu Ohre.